# Jonathan Borwein
Jonathan Michael Borwein (* 20. Mai 1951 in St. Andrews in Schottland; † 2. August 2016 in London, Ontario) war ein kanadischer Mathematiker. Er war Sohn des in Litauen geborenen Mathematikers David Borwein. Mit seinem Bruder Peter Borwein und David Bailey gehörte er zu den profiliertesten Vertretern der experimentellen Mathematik, das heißt des Auffindens neuer Sätze durch computer-algebraische und numerische Berechnungen.
Borwein studierte als Rhodes-Stipendiat am Jesus College in Oxford, wo er 1974 promoviert wurde. Danach war er 1974 bis 1991 an der Dalhousie University, abgesehen von der Zeit 1980 bis 1982 an der Carnegie Mellon University, 1991 bis 1993 an der University of Waterloo und seit 1993 Professor an der Simon Fraser University. Dort war er Gründungsdirektor des Centre for Experimental and Constructive Mathematics.
 Zusammen mit seinem Bruder Peter Borwein und Simon Plouffe hat er Ende der 1990er den Inverse Symbolic Calculator, einen Online-Zahlen-Checker, aufgebaut.
1993 erhielt er den Chauvenet-Preis. 1994 wurde er Fellow der Royal Society of Canada und war Mitglied der bulgarischen Akademie der Wissenschaften. Er war Fellow der American Mathematical Society. 1999 wurde er Ehrendoktor in Limoges. 2000 bis 2002 war er Präsident der Kanadischen Mathematischen Gesellschaft. Er war im Rat der Mathematical Association of America (MAA). 2010 wurde er Mitglied der Australian Academy of Science.
1995 war er Mitgründer einer Software-Firma für interaktive Software für Mathematikunterricht an Schulen und Universitäten.
Borwein war Herausgeber der Springer Undergraduate Texts in Mathematics and Technology.

## Schriften
- mit John Lennart Berggren, Peter Borwein: Pi - a Source Book. Springer, New York 1997, 3. Auflage 2004, ISBN 0-387-20571-3.
- Convex analysis and nonlinear optimization. Springer, New York 2. Auflage 2006, ISBN 0-387-29570-4.
- Experimental mathematics in action. A.K.Peters 2007.
- Techniques of Variational Analysis. Springer, New York 2005, ISBN 0-387-24298-8.
- mit Bailey: Mathematics by experiment: Plausible Reasoning in the 21.Century. Peters, Natick 2003, 2. Auflage 2008, ISBN 978-1-56881-442-1.
- mit Bailey: Experimentation in Mathematics: Computational Paths to Discovery. Peters, Natick 2003, ISBN 1-56881-136-5.
- mit Peter Borwein: A Dictionary of Real Numbers. Zuerst 1990, International Thompson Publishing, ISBN 0-534-12840-8.
- mit E.Borowski: Dictionary of Mathematics. Zuerst 1989, Unwin Hyman 2002, ISBN 0-00-434347-6.
- mit Peter Borwein: Pi and the AGM – a study of analytic number theory and computational complexity. Wiley, New York 1987, ISBN 0-471-83138-7.
- mit Matthew Skerritt: An introduction to mathematical computing with Maples, Springer 2011
- mit Matthew Skerritt: An introduction to mathematical computing with Mathematica, Springer 2011